# 1980年安圭拉法令
《1980年安圭拉法令》（英語：Anguilla Act 1980）是英國國會的一項法令，於1980年12月16日獲御准。該法令訂定聯合王國政府負責安圭拉的行政管理，並為其制定法律。該法令還終止了聖基茨、尼維斯和安圭拉聯合邦（後於1882年由聯邦法令重建）。該法令第1(1)及2(2)條於1995年廢除。